# 6 Horas de São Paulo 2013
Las 6 Horas de São Paulo 2013 fue un evento de carreras deportivas de resistencia celebrado en el Autódromo José Carlos Pace, São Paulo, Brasil desde el 30 de agosto al 1 de septiembre de 2013, y fue la cuarta ronda del Campeonato Mundial de Resistencia de la FIA 2013. Audi alargo su racha a cuatro victorias consecutivas después de un accidente para el único Toyota en LMP1, con André Lotterer, Marcel Fässler, y Benoît Tréluyer liderando el 1-2 del Audi Sport Team Joest. G-Drive Racing ganó su primera carrera en la categoría LMP2 por delante de OAK Racing, mientras que AF Corse Ferrari le ganó al Aston Martin Racing en la clase LMGTE Pro por un lapso de menos de dos segundos. Aston Martin sin embargo prevaleció en LMGTE Am, delante del Ferrari del 8 Star Ferrari.

## Clasificación
Los ganadores de las poles en cada clase están marcados en negrita.
| Pos | Clase     | Equipo                         | Tiempo     | Grilla |
| --- | --------- | ------------------------------ | ---------- | ------ |
| 1   | LMP1      | No. 1 Audi Sport Team Joest    | 1:21.303   | 1      |
| 2   | LMP1      | No. 2 Audi Sport Team Joest    | 1:21.353   | 2      |
| 3   | LMP1      | No. 8 Toyota Racing            | 1:21.580   | 3      |
| 4   | LMP1      | No. 12 Rebellion Racing        | 1:23.623   | 4      |
| 5   | LMP2      | No. 26 G-Drive Racing          | 1:27.355   | 5      |
| 6   | LMP2      | No. 49 Pecom Racing            | 1:27.830   | 6      |
| 7   | LMP2      | No. 35 OAK Racing              | 1:28.300   | 7      |
| 8   | LMP2      | No. 41 Greaves Motorsport      | 1:28.318   | 8      |
| 9   | LMP2      | No. 32 Lotus                   | 1:28.556   | 9      |
| 10  | LMP2      | No. 24 OAK Racing              | 1:28.577   | 10     |
| 11  | LMP2      | No. 31 Lotus                   | 1:30.169   | 11     |
| 12  | LMP2      | No. 45 OAK Racing              | 1:30.877   | 12     |
| 13  | LMGTE Pro | No. 98 Aston Martin Racing     | 1:33.340   | 14     |
| 14  | LMGTE Pro | No. 92 Porsche AG Team Manthey | 1:33.461   | 15     |
| 15  | LMGTE Pro | No. 97 Aston Martin Racing     | 1:33.483   | 16     |
| 16  | LMGTE Pro | No. 71 AF Corse                | 1:33.568   | 17     |
| 17  | LMGTE Pro | No. 51 AF Corse                | 1:33.584   | 18     |
| 18  | LMGTE Pro | No. 99 Aston Martin Racing     | 1:33.818   | 19     |
| 19  | LMGTE Pro | No. 91 Porsche AG Team Manthey | 1:34.027   | 20     |
| 20  | LMGTE Am  | No. 61 AF Corse                | 1:34.577   | 28     |
| 21  | LMGTE Am  | No. 95 Aston Martin Racing     | 1:34.585   | 21     |
| 22  | LMGTE Am  | No. 81 8 Star Motorsports      | 1:34.616   | 22     |
| 23  | LMGTE Am  | No. 96 Aston Martin Racing     | 1:34.773   | 23     |
| 24  | LMGTE Am  | No. 88 Proton Competition      | 1:35.027   | 24     |
| 25  | LMGTE Am  | No. 57 Krohn Racing            | 1:35.125   | 26     |
| 26  | LMGTE Am  | No. 76 IMSA Performance Matmut | 1:35.297   | 27     |
| 27  | LMGTE Am  | No. 50 Larbre Compétition      | 1:35.368   | 25     |
| –   | LMP2      | No. 25 Delta-ADR               | Sin Tiempo | 20     |

## Carrera
Resultados por clase
| Pos. general | Pos. clase | Clase     | N.° | Escudería               | Pilotos                                            | Automóvil                 | Vueltas | Tiempo/Retirado | Campeonato | Campeonato |
| Pos. general | Pos. clase | Clase     | N.° | Escudería               | Pilotos                                            | Automóvil                 | Vueltas | Tiempo/Retirado | Pos.       | Puntos     |
| LMP          | LMP        | LMP       | LMP | LMP                     | LMP                                                | LMP                       | LMP     | LMP             | LMP        | LMP        |
| ------------ | ---------- | --------- | --- | ----------------------- | -------------------------------------------------- | ------------------------- | ------- | --------------- | ---------- | ---------- |
| 1            | 1          | LMP1      | 1   | Audi Sport Team Joest   | André Lotterer Benoît Tréluyer Marcel Fässler      | Audi R18 e-tron quattro   | 235     | 6:01:26.209     | 1          | 25         |
| 2            | 2          | LMP1      | 2   | Audi Sport Team Joest   | Tom Kristensen Loïc Duval Allan McNish             | Audi R18 e-tron quattro   | 232     | +3 vueltas      | 2          | 18         |
| 3            | 3          | LMP1      | 12  | Rebellion Racing        | Nick Heidfeld Nicolas Prost Mathias Beche          | Lola B12/60 Coupé-Toyota  | 230     | +5 vueltas      | 3          | 15         |
| 4            | 1          | LMP2      | 26  | G-Drive Racing          | Roman Rusinov John Martin Mike Conway              | Oreca 03-Nissan           | 222     | +13 vueltas     | 4          | 12         |
| 5            | 2          | LMP2      | 35  | OAK Racing              | Bertrand Baguette Ricardo González Martin Plowman  | Morgan-Nissan             | 221     | +14 vueltas     | 5          | 10         |
| 6            | 3          | LMP2      | 49  | PeCom Racing            | Luis Pérez Companc Nicolas Minassian Pierre Kaffer | Oreca 03-Nissan           | 221     | +14 vueltas     | 6          | 8          |
| 7            | 4          | LMP2      | 41  | Greaves Motorsport      | Christian Zugel Gunnar Jeannette Björn Wirdheim    | Zytek Z11SN-Nissan        | 215     | +20 vueltas     | 7          | 6          |
| 8            | 5          | LMP2      | 45  | OAK Racing              | Jacques Nicolet Jean-Marc Merlin Keiko Ihara       | Morgan-Nissan             | 214     | +21 vueltas     | 8          | 4          |
| 11           | 6          | LMP2      | 24  | OAK Racing              | Olivier Pla David Heinemeier Hansson Alex Brundle  | Morgan-Nissan             | 212     | +23 vueltas     | 9          | 2          |
| Ret          | Ret        | LMP2      | 25  | Delta-ADR               | Tor Graves James Walker Robbie Kerr                | Oreca 03-Nissan           | 58      | Retirado        | Ret        | Ret        |
| Ret          | Ret        | LMP2      | 31  | Lotus                   | Kevin Weeda Christophe Bouchut                     | Lotus T128                | 47      | Retirado        | Ret        | Ret        |
| Ret          | Ret        | LMP1      | 8   | Toyota Racing           | Anthony Davidson Sébastien Buemi Stéphane Sarrazin | Toyota TS030 Hybrid       | 25      | Retirado        | Ret        | Ret        |
| Ret          | Ret        | LMP2      | 32  | Lotus                   | Thomas Holzer Dominik Kraihamer Jan Charouz        | Lotus T128                | 23      | Retirado        | Ret        | Ret        |
| LMP2         |            |           |     |                         |                                                    |                           |         |                 |            |            |
| 4            | 1          | LMP2      | 26  | G-Drive Racing          | Roman Rusinov John Martin Mike Conway              | Oreca 03-Nissan           | 222     | 6:02:41.674     | 1          | 25         |
| 5            | 2          | LMP2      | 35  | OAK Racing              | Bertrand Baguette Ricardo González Martin Plowman  | Morgan-Nissan             | 221     | +1 vuelta       | 2          | 18         |
| 6            | 3          | LMP2      | 49  | PeCom Racing            | Luis Pérez Companc Nicolas Minassian Pierre Kaffer | Oreca 03-Nissan           | 221     | +1 vuelta       | 3          | 15         |
| 7            | 4          | LMP2      | 41  | Greaves Motorsport      | Christian Zugel Gunnar Jeannette Björn Wirdheim    | Zytek Z11SN-Nissan        | 215     | +5 vueltas      | 4          | 12         |
| 8            | 5          | LMP2      | 45  | OAK Racing              | Jacques Nicolet Jean-Marc Merlin Keiko Ihara       | Morgan-Nissan             | 214     | +8 vueltas      | 5          | 10         |
| 11           | 6          | LMP2      | 24  | OAK Racing              | Olivier Pla David Heinemeier Hansson Alex Brundle  | Morgan-Nissan             | 212     | +10 vueltas     | 6          | 8          |
| Ret          | Ret        | LMP2      | 25  | Delta-ADR               | Tor Graves James Walker Robbie Kerr                | Oreca 03-Nissan           | 58      | Retirado        | Ret        | Ret        |
| Ret          | Ret        | LMP2      | 31  | Lotus                   | Kevin Weeda Christophe Bouchut                     | Lotus T128                | 47      | Retirado        | Ret        | Ret        |
| Ret          | Ret        | LMP2      | 32  | Lotus                   | Thomas Holzer Dominik Kraihamer Jan Charouz        | Lotus T128                | 23      | Retirado        | Ret        | Ret        |
| LMGTE        |            |           |     |                         |                                                    |                           |         |                 |            |            |
| Pos. general | Pos. clase | Clase     | N.° | Escudería               | Pilotos                                            | Automóvil                 | Vueltas | Tiempo/Retirado | Campeonato | Campeonato |
| Pos. general | Pos. clase | Clase     | N.° | Escudería               | Pilotos                                            | Automóvil                 | Vueltas | Tiempo/Retirado | Pos.       | Puntos     |
| 9            | 1          | LMGTE Pro | 51  | AF Corse                | Gianmaria Bruni Giancarlo Fisichella               | Ferrari F458 Italia       | 212     | 6:01:57.197     | 1          | 25         |
| 10           | 2          | LMGTE Pro | 97  | Aston Martin Racing     | Stefan Mücke Darren Turner                         | Aston Martin Vantage V8   | 212     | +1.401          | 2          | 18         |
| 12           | 3          | LMGTE Pro | 91  | Porsche AG Team Manthey | Jörg Bergmeister Patrick Pilet                     | Porsche 911 RSR           | 210     | +2 vueltas      | 3          | 15         |
| 13           | 4          | LMGTE Pro | 92  | Porsche AG Team Manthey | Marc Lieb Richard Lietz                            | Porsche 911 RSR           | 209     | +3 vueltas      | 4          | 12         |
| 14           | 1          | LMGTE Am  | 96  | Aston Martin Racing     | Stuart Hall Jamie Campbell-Walter                  | Aston Martin Vantage V8   | 208     | +4 vueltas      | 5          | 10         |
| 15           | 2          | LMGTE Am  | 81  | 8 Star Motorsports      | Enzo Potolicchio Rui Águas Davide Rigon            | Ferrari F458 Italia       | 208     | +4 vueltas      | 6          | 8          |
| 16           | 3          | LMGTE Am  | 88  | Proton Competition      | Christian Ried Gianluca Roda Paolo Ruberti         | Porsche 911 GT3 RSR       | 207     | +5 vueltas      | 7          | 6          |
| 17           | 4          | LMGTE Am  | 76  | IMSA Performance Matmut | Raymond Narac Jean-Karl Vernay Christophe Bourret  | Porsche 911 GT3 RSR       | 207     | +5 vueltas      | 8          | 4          |
| 18           | 5          | LMGTE Am  | 57  | Krohn Racing            | Tracy Krohn Niclas Jönsson Maurizio Mediani        | Ferrari F458 Italia       | 203     | +9 vueltas      | 9          | 2          |
| 19           | 6          | LMGTE Am  | 50  | Larbre Compétition      | Patrick Bornhauser Julien Canal Fernando Rees      | Chevrolet Corvette C6-ZR1 | 194     | +18 vueltas     | 10         | 1          |
| 20           | 5          | LMGTE Pro | 98  | Aston Martin Racing     | Paul Dalla Lana Pedro Lamy Richie Stanaway         | Aston Martin Vantage V8   | 186     | +26 vueltas     | 11         | 0.5        |
| Ret          | Ret        | LMGTE Am  | 95  | Aston Martin Racing     | Christoffer Nygaard Kristian Poulsen Nicki Thiim   | Aston Martin Vantage V8   | 162     | Retirado        | Ret        | Ret        |
| Ret          | Ret        | LMGTE Am  | 61  | AF Corse                | Jack Gerber Matt Griffin Marco Cioci               | Ferrari F458 Italia       | 74      | Retirado        | Ret        | Ret        |
| Ret          | Ret        | LMGTE Pro | 99  | Aston Martin Racing     | Bruno Senna Rob Bell                               | Aston Martin Vantage V8   | 61      | Retirado        | Ret        | Ret        |
| Ret          | Ret        | LMGTE Pro | 71  | AF Corse                | Kamui Kobayashi Toni Vilander                      | Ferrari F458 Italia       | 51      | Retirado        | Ret        | Ret        |
| LMGTE Am     |            |           |     |                         |                                                    |                           |         |                 |            |            |
| 14           | 1          | LMGTE Am  | 96  | Aston Martin Racing     | Stuart Hall Jamie Campbell-Walter                  | Aston Martin Vantage V8   | 208     | 6:01:28.282     | 1          | 25         |
| 15           | 2          | LMGTE Am  | 81  | 8 Star Motorsports      | Enzo Potolicchio Rui Águas Davide Rigon            | Ferrari F458 Italia       | 208     | +45.690         | 2          | 18         |
| 16           | 3          | LMGTE Am  | 88  | Proton Competition      | Christian Ried Gianluca Roda Paolo Ruberti         | Porsche 911 GT3 RSR       | 207     | +1 vuelta       | 3          | 15         |
| 17           | 4          | LMGTE Am  | 76  | IMSA Performance Matmut | Raymond Narac Jean-Karl Vernay Christophe Bourret  | Porsche 911 GT3 RSR       | 207     | +1 vuelta       | 4          | 12         |
| 18           | 5          | LMGTE Am  | 57  | Krohn Racing            | Tracy Krohn Niclas Jönsson Maurizio Mediani        | Ferrari F458 Italia       | 203     | +5 vueltas      | 5          | 10         |
| 19           | 6          | LMGTE Am  | 50  | Larbre Compétition      | Patrick Bornhauser Julien Canal Fernando Rees      | Chevrolet Corvette C6-ZR1 | 194     | +14 vueltas     | 6          | 8          |
| Ret          | Ret        | LMGTE Am  | 95  | Aston Martin Racing     | Christoffer Nygaard Kristian Poulsen Nicki Thiim   | Aston Martin Vantage V8   | 162     | Retirado        | Ret        | Ret        |
| Ret          | Ret        | LMGTE Am  | 61  | AF Corse                | Jack Gerber Matt Griffin Marco Cioci               | Ferrari F458 Italia       | 74      | Retirado        | Ret        | Ret        |

Fuentes: FIA WEC.